# 65708 Ehrlich
65708 Ehrlich è un asteroide della fascia principale. Scoperto nel 1992, presenta un'orbita caratterizzata da un semiasse maggiore pari a 2,3959465 UA e da un'eccentricità di 0,1896179, inclinata di 2,79966° rispetto all'eclittica.
L'asteroide è dedicato al microbiologo tedesco Paul Ehrlich.